# Àngel Recasens i Galbas
Àngel Recasens Galbas (Cambrils, 4 de març de 1938 - Reus, 2 d'agost de 2007) fou un director de cor i d'orquestra, organista, compositor i pedagog català. Fou el pare del musicòleg i director musical Albert Recasens Barberá.

## Biografia
Després de rebre les primeres lliçons musicals del seu oncle, el tenor d'òpera Salvador Recasens, Àngel Recasens i Galbas va ingressar a l'Escolania de Montserrat, on es va formar amb els mestres Anselm Ferré i David Pujol. Va prosseguir els seus estudis de piano i orgue al Reial Conservatori del Liceu de Barcelona, on va obtenir les seves diplomes amb les màximes qualificacions. Més tard, es va perfeccionar amb els pianistes Fructuós Piqué i Alexandre Ribó i Vall, el compositor Frederic Musset i el violoncel·lista i director Antonio Janigro.
Aviat va centrar la seva carrera musical en la direcció. El 1973, va fundar el Quartet de Madrigalistes, grup de solistes dedicat a la música del Renaixement espanyola, amb el qual va collir importants èxits a Espanya, França i Alemanya. El 1968 va fundar la Coral Verge del Camí de Cambrils, que va dirigir fins al 1984. Entre 1975 i 1986, va assolir uns resultats espectaculars amb el Cor Sant Esteve de Vila-seca i Salou, realitzant prop de 400 concerts repartits entre 20 països d'Amèrica i Europa. Va aconseguir cinc primers premis i dos segons en concursos internacionals. La crítica el considera una autoritat en el camp de la música coral i vocal al nostre país.
Va ser conegut arreu d'Europa per la seva metodologia pedagògic-musical aplicada al Conservatori Professional de Música de Vila-seca i Salou fins a l'any 1986. A més d'aquest centre, Recasens va fundar altres cinc escoles de música, un curs internacional i dos festivals internacionals. Constant investigador i analista, va impartir més de 150 seminaris, conferències i cursos de direcció coral a Alemanya, França, Mèxic, Cuba i Espanya. En reconeixement d'aquesta extraordinària labor, va ser nomenat membre de la Reial Acadèmia Catalana de Belles Arts de Sant Jordi (Barcelona).
Va estar convidat a dirigir orquestres i grups tant a Espanya com a l'estranger. Les interpretacions amb els ensembles La Grande Chapelle (un nom pres de l'antiga Capella Príncep de Viana) i Viana Consort representaren –gràcies a l'estreta col·laboració amb el seu fill Albert Recasens, doctor en musicologia per la Universitat Catòlica de Lovaina– l'etapa més elaborada del mestre Recasens. Les seves execucions assoliren un rigor i una expressivitat que van ser reconegudes pel públic i la crítica.
Àngel Recasens va morir el 2 d'agost de 2007, a l'edat de 69 anys, víctima d'un càncer.